# Dascaliomorpha
Dascaliomorpha är ett släkte av insekter. Dascaliomorpha ingår i familjen Flatidae.
Kladogram enligt Catalogue of Life:
| Dascaliomorpha | \| \| Dascaliomorpha confusa \| \| \| \| \| \| Dascaliomorpha marginata \| \| \| \| |
|                | \| \| Dascaliomorpha confusa \| \| \| \| \| \| Dascaliomorpha marginata \| \| \| \| |
|                | Dascaliomorpha confusa                                                              |
|                |                                                                                     |
|                | Dascaliomorpha marginata                                                            |
|                |                                                                                     |